# Anguix
Anguix es una localidad y un municipio situados en la provincia de Burgos, comunidad autónoma de Castilla y León (España), comarca de La Ribera, partido judicial de Aranda, ayuntamiento del mismo nombre.

## Geografía
El término municipal confina al norte con el municipio de Olmedillo de Roa, al este con La Horra, al sur con Roa, y al oeste con el de Pedrosa de Duero.

## Historia
La comunidad de Villa y Tierra es anterior a esta fecha, siendo Anguix ya una villa. Cuando en el año 1143 Alfonso VII concede el fuero de Sepúlveda, surge la Comunidad de Villa y Tierra de Roa, siendo una de sus 33 aldeas. 
En el Censo de Vecindarios de la Corona de Castilla realizado en 1591 se denominaba Anguix, pertenecía a la Tierra de Roa, incluida en la provincia de Burgos. La comunidad contaba con 1569 vecinos pecheros, correspondiendo 563 a la capital.
Villa perteneciente a la Tierra de Roa con jurisdicción de señorío ejercida por el Duque de Siruela quien nombraba su alcalde ordinario.
A la caída del Antiguo Régimen queda constituido en ayuntamiento constitucional en el partido de Roa y denominado entonces Anguis, perteneciente a la región de Castilla la Vieja, que en el censo de la matrícula catastral contaba con 82 hogares y 324 vecinos.
En las Respuestas Generales del Catastro del Marqués de la Ensenada (dadas en junio de 1752) ya se hace constar el nombre de Anguix y no Anguis.

### sigloXIX
Así se describe a Anguix en la página 314 del tomo II del Diccionario geográfico-estadístico-histórico de España y sus posesiones de Ultramar, obra impulsada por Pascual Madoz a mediados del siglo XIX:

ANGUIX

Villa con ayuntamiento en la provincia, audiencia territorial y capitanía general de Burgos (12 leguas), partido judicial de Roa (1), diócesis de Osma (13).
Situada a la falda de una pequeña cuesta titulada el Torrejón, parte en ladera y parte en llano, batida por los vientos N y NO, y clima saludable.
Se compone de unas 106 casas con dos pisos, de mala fábrica en su mayor parte y peor distribución interior, siendo sus calles bastante limpias por la naturaleza del terreno; tiene una plaza redonda y una plazuela, en donde se halla la casa consistorial que también comprende la cárcel; una escuela de primeras letras para niños de ambos sexos, dotada con 900 reales del fondo de propios y una cántara de vino al año por cada alumno de los 22 que a ella concurren; una iglesia parroquial dedicada a Nuestra Señora de la Asunción, cuyo edificio es hermoso y de bastante solidez, estando servida por un cura párroco y un beneficiado de provisión de la corona o del diocesano según los meses en que vaca; y 2 ermitas, de las cuales la una, bajo la advocación de San Juan Bautista, está situada en un altillo en medio de las bodegas que hay próximas al pueblo para la conservación de los vinos; y la otra, dedicada a San Roque, junto a la fuente principal, con pilón de piedra, que se encuentra a la salida del pueblo en dirección de Quintana de Manvirgo, de cuyas aguas y de las de otros varios manantiales que existen en el término, se surte el vecindario para sus usos domésticos y abrevadero de sus ganados.
Confina por N con Olmedilla a 1/2 legua, por E con La Horra a 1, por S con Roa a igual distancia, y por O con Quintana de Manvirgo a 1/4; en su término no se encuentran más caseríos que una venta en el camino de Burgos que lleva el nombre de la población, en la que solo paran por lo regular los trajineros de vinos.
El terreno es en la mayor parte arenoso, dividiéndose en primera, segunda y tercera clase; tiene algunas pequeñas alturas y valles en que se crían bastantes álamos blancos y negros, nogales y otros árboles frutales; tres prados de corta extensión para pastos, y una estrecha vega bañada por un arroyo, que a la 1/2 legua se incorpora con el Duero.
La tierra cultivable asciende a unas 1.000 fanegas, de las cuales se siembra la mitad cada año, labrándose además 50.000 cepas de viñedos, cuyas cosechas han disminuido considerablemente por falta de brazos, y por consiguiente de cultivo.
Hay caminos de herradura para Valladolid, Palencia, Burgos y Aranda, y el correo lo recibe de Roa por medio de los interesados o de algún encargado que vaya a dicho pueblo.
Producciones: vino tinto de buena calidad, trigo, legumbres verdes y secas, patatas, hortaliza y algunas frutas; ganado vacuno y lanar, y caza de liebres y perdices; sus naturales se dedican por lo común a la agricultura, y el comercio se reduce únicamente a la exportación de algún vino para Burgos y pueblos inmediatos.
Población: 82 vecinos, 324 almas.

Capital productivo: 1.151.000 reales. Imponible: 106.205. Contribución: 16.708 reales 4 maravedíes. El presupuesto municipal asciende a 6.000 reales y se cubre con el producto de propios que consisten en 24 fanegas de tierra blanca, 13.000 cepas de viñedo, varios artefactos de beneficiar la uva, y la tercera parte del derecho de correduría de vinos y fiel medidor, completándose el déficit por repartimiento entre los vecinos.

## Demografía
Anguix cuenta con una población de 158 habitantes (INE 2024).
| Gráfica de evolución demográfica de Anguix entre 1842 y 2021                                                                                                   |
| |
| Población de derecho según los censos de población del INE. Población de hecho según los censos de población del INE.En este censo se denominaba Anguis: 1842. |

| Nacionalidad | Hombres | Mujeres | Total | %      | Proporción |
| ------------ | ------- | ------- | ----- | ------ | ---------- |
| Española     | 50      | 41      | 91    | 56.1 % |            |
| Extranjera   | 55      | 16      | 71    | 43.8 % |            |

Migración
| País      | Hombres | Mujeres | Total | %      | Proporción |
| --------- | ------- | ------- | ----- | ------ | ---------- |
| Marruecos | 51      | 13      | 64    | 90.1 % |            |
| Rumania   | 3       | 2       | 5     | 7.0 %  |            |
| Bulgaria  | 1       | 0       | 1     | 1.4 %  |            |

## Monumentos y lugares de interés

### Iglesia parroquial de la Asunción de Nuestra Señora

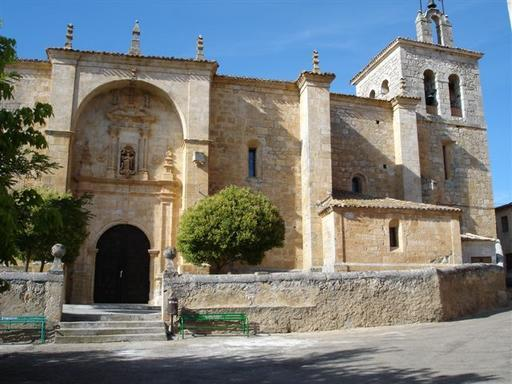
La iglesia.

Iglesia católica de la Asunción de Nuestra Señora, dependiente de la parroquia de Tórtoles en el Arcipestrazgo de Roa, diócesis de Burgos. Decorada en su interior con altares de estilo barroco. Data del siglo XVIII. La iglesia supo dotar a los edificios parroquiales de una carga emblemática, al convertirlos en la imagen que mejor identificaba a un núcleo. Por ello, los fieles colaboraban devocionalmente en todas las empresas y se sentían identificados con las actuaciones llevadas a cabo. Ello nos hace comprender como se realizaron ambiciones empresas que superaban las posibilidades económicas de la villa, como sucedió en la construcción de los templos de Anguix y de la Horra.
La edificación del templo parroquial supuso elevadas sumas cuyo pago hipotecó sus bienes y obligó a contribuir a los vecinos con su trabajo y generosos donativos. La colaboración en los proyectos constructivos de las parroquias solían ser recompensados por las autoridades eclesiásticas con un determinado número de días de indulgencia.
Interior
La iglesia parroquial de Nuestra Señora de la Asunción fue concebida como la suma de dos módulos: nave y cabecera. Ésta se realza mediante una bóveda semiesférica, realizada en el primer tercio de siglo XVIII por Pedro de Arecha, especialista en bóvedas de albañilería y realiza también la de Olmedillo de Roa y de Pedrosa de Duero. Con la incorporación de la bóveda genera un amplio espacio centralizado, cuya directriz vertical acorta el eje en profundidad. Tal factor, unido a la situación del coro a los pies, permite proyectar la nave mayor hacia la cabecera donde el fiel concentra su atención. Por lo que respecta a la bóveda de cañón (característica de los edificios de una única nave, como la de Anguix) presenta lunetos y arcos fajones de refuerzo que marcan, de manera plástica, la articulación del espacio en rítmicos tramos. Su casco queda articulado a través de fajas de yeso, en tres secciones abriéndose en los laterales los lunetos. Los artífices vascos fueron en esta comarca, los principales representantes del barroco exaltado que prolongarán hasta fechas bien avanzadas de la centuria decorada con una exuberante ornamentación en yeso.
En estos momentos el énfasis recae en manifestar la presencia de la divinidad potenciándose, a niveles arquitectónicos, la importancia del presbiterio.
En el presbiterio y en sus laterales podemos apreciar buenos ejemplos de retablos dorados barrocos (el dorado de los altares era la parte que más presupuesto se llevaba).
En el interior, se superpone el espíritu dinámico y abierto dominante en el universo barroco que potencia los recursos sensitivos y emocionales, sin embargo la configuración del exterior se define por su sencillez, más acorde con el gusto clasicista.
Exterior
La fachada de la iglesia que va a caracterizarse por su calidad plástica se distribuye de la siguiente manera: la portada presenta un arco de medio punto flanqueado por pilastras cajeadas y un segundo cuerpo lo constituye una sencilla hornacina en la que aparece representada la imagen de la Ascensión que se remonta a los cielos sobre el pedestal de las nubes, sostenida por ángeles, mientras otros dos se apresuran a salir al encuentro de la Virgen, la hornacina está enmarcada por un frontón partido donde se coloca una cruz. La unión entre el primer cuerpo y la del segundo se hace mediante aletones que resuelven el tránsito de modo unitario. Todo ello se configura bajo un amplio arco de medio punto, muy característico en las obras del primer tercio del Setecientos.
La torre dividida en diferentes cuerpos mediante líneas de impostas se sitúa en Anguix en la cabecera. Gerónimo Ruíz (maestro que dejó en Roa también testimonios en su actuación profesional) intervino en la iglesia cuyos rasgos se ajustan al barroco exaltado de los primeros años del siglo XVIII.

### Ermita de San Juan
La ermita de San Juan edificada en 1737 se sitúa en lo alto del cerro donde abundan las bodegas, denominado "Torrejón" y ha sido restaurada en 1995 por la "Asociación de Amigos de San Juan", los propios vecinos.
Alberga el llamado Trío Santo en el propio pueblo: San Roque, la Virgen del Carmen y al titular: San Juan Bautista.

### Rutas
Anguix está situado en la ruta más corta entre los lugares santos de Caravaca de la Cruz y Santo Toribio de Liébana.[cita requerida]